# Mas Vidal (Viladrau)
Mas Vidal és una masia de Viladrau (Osona) inclosa a l'Inventari del Patrimoni Arquitectònic de Catalunya.

## Descripció
Edifici civil. Masia de planta gairebé quadrada (17x18), coberta a tres vessants amb el carener principal perpendicular a la façana situada a migdia. Es troba adossada a la muntanya formant un talús amb pendent direcció S. Consta en la major part, de planta, dos pisos i golfes. Hi ha dos grans vessants en direcció E i O, el tercer és el cos de porxos adossat a migdia. En el sector de ponent hi ha annexada una capella semisubterrània sota uns jardins, i en el llevant, la caseta dels masovers. A la façana principal s'observa un ampli (4m. ample) cos de porxos adossat a l'antiga façana, amb sis arcs rebaixats per planta, dels quals els superiors són més petits, i sis òculs apaisats a les golfes. La planta presenta dues finestres i dos portals d'arc apuntat, el central amb inscripció i data a la dovella central. A l'angle S-E hi ha un rellotge de sol esgrafiat. La façana E presenta dues finestres a la planta, tres finestres amb ampit motllurat, i un portal rectangular (entrada masovers); quatre portals (un amb balcó) i una finestra al segon pis; quatre finestretes i un portalet a les golfes. Per la façana O s'accedeix directament al segon mitjançant un terraple que conté, adossat a la casa, la capella subterrània amb portalet adovellat d accés. Aquesta façana presenta dues finestres al primer pis, cinc finestres i un portalet al segon, i quatre finestres a les golfes. A tocar de l'angle S-O de la casa, hi ha adossat al llarg de tota la façana un cos de 2x3m, que sembla els sanitaris construïts posteriorment. En el sector NO sobre el segon pis, hi ha una espadanya amb campanetes i llinda datada.

## Història
Antic mas que probablement formava part dels 82 masos que existien en el municipi pels volts de 1340, segons consta en els documents de l'època. El trobem registrat en els fogatges de la "Parròquia i terme de Viladrau fogajat a 6 de octubre 1553 per Joan Masmiguell balle com apar en cartes 230", juntament amb altres 32 que continuaven habitats després del període de pestes, on consta un tal "Montserrat Puig Alia Masvidall". Els actuals propietaris del mas mantenen la cognominació d'origen.